# 箱根板橋站
箱根板橋站（日语：／ Hakone-itabashi eki */?）是一個位於神奈川縣小田原市板橋，屬於小田急箱根鐵道線（箱根登山電車）的鐵路車站。車站編號是OH 48。
雖然站名冠有「箱根」二字，但車站不是位於箱根町。

## 概要
標高原為27米，2013年經再次勘定高度後更改為16米。
由於JR東日本於埼京線設有板橋站，雖然本站從未被日本國鐵管理過，亦與該站相距甚遠，但為區分兩站，逐加上町名「箱根」於站名前。
本站是列車交換頻繁的車站，絕大部份時間的上、下行普通列車均會同時出發，就連部份直通小田急線的「浪漫特快」列車，也會在本站作運轉停車。

## 車站結構
設有木製單層站舍1座，至開業起便一直使用至今，為典型日本鐵路舊式車站站舍結構，中間為出入口，並能直通至閘口；左側為站務室及自動售票機；右側為候車大堂及儲物櫃；閘口設有對應PASMO車票感應器。洗手間則設於入閘後左側，可利用行人天橋或無障礙通道經平交道通往月台末端（但只在有需要時才會開放，否則長期處於閉鎖狀態）。
設有島式月台1座，可提供1面2線的配置，有效長度為6輛，但自2008年3月小田原線由新宿站開出的急行及區間急行列車不再停靠，加上2012年起統一列車以4輛編成運行，現時向小田原方向約多於1輛長度的月台已被欄杆所封閉。
在1號月台對面，另設有側式月台1座，是過往仍有標準軌列車行經時所使用的專用月台，有效長度為3輛。由於標準軌列車的車箱寬度比狹軌列車窄，使用島式月台時，列車和月台之間的空隙較闊，上落車時易產生危險，所以加設對應的月台，但兩年後，2006年3月隨三軌路段被撤去，相關月台亦被棄用，現時只作緊急月台之用。
月台上設有候車座椅、候車室及自動販賣機，月台中央約2節車廂長度也設有月台上蓋。乘客透過樓梯及行人天橋進出月台和站舍。
標高原為27米，2013年經再次勘定高度後更改為16米。
由於JR東日本於埼京線設有板橋站，雖然本站從未被日本國鐵管理過，亦與該站相距甚遠，但為區分兩站，逐加上町名「箱根」於站名前。
本站是列車交換頻繁的車站，絕大部份時間的上、下行普通列車均會同時出發，就連部份直通小田急線的「浪漫特快」列車，也會在本站作運轉停車。

### 月台配置
| 月台 | 路線                           | 方向 | 目的地             | 備註                     |
| ---- | ------------------------------ | ---- | ------------------ | ------------------------ |
|      | （標準軌列車用月台，已經封閉） |      |                    |                          |
| 1    | 箱根登山電車                   | 下行 | 箱根湯本、強羅方向 | 強羅方向需於箱根湯本轉乘 |
| 2    | 箱根登山電車                   | 上行 | 小田原、新宿方向   |                          |

## 歷史
- 1935年10月1日：開業。
- 1956年6月1日：小田原市內線（日语：箱根登山鉄道小田原市内線）廢線，有關電車不再駛入本站。
- 2006年3月18日：小田原～入生田間的三軌路段改回只容窄軌列車通行，原1號月台（側式月台）棄用。

## 使用情況
| 年度   | 1日平均 乘車人數 |
| ------ | ---------------- |
| 1998年 | 1,488            |
| 1999年 | 1,473            |
| 2000年 | 1,451            |
| 2001年 | 1,369            |
| 2002年 | 1,266            |
| 2003年 | 1,346            |
| 2004年 | 1,377            |
| 2005年 | 1,365            |
| 2006年 | 1,386            |
| 2007年 | 1,399            |
| 2008年 | 1,387            |
| 2009年 | 1,380            |
| 2010年 | 1,313            |
| 2011年 | 1,246            |
| 2012年 | 1,251            |
| 2013年 | 1,248            |
| 2014年 | 1,259            |

## 相鄰車站
小田急箱根
 鐵道線（箱根登山電車）

■各站停車
小田原（OH 47）－箱根板橋（OH 48）－風祭（OH 49）

## 外部連結
- 箱根板橋站 （页面存档备份，存于） - 小田急箱根